# لیگ برتر فوتبال انگلستان ۱۸–۲۰۱۷
لیگ برتر فوتبال انگلستان ۱۸–۲۰۱۷ بیست و ششمین دوره مسابقات لیگ برتر بود. این مسابقات از ۱۱ اوت ۲۰۱۷ آغاز شد و در ۱۳ مه ۲۰۱۸ پایان یافت. در این فصل، باشگاه چلسی به عنوان مدافع قهرمانی در رقابت‌ها حاضر شد و باشگاه‌های نیوکاسل یونایتد، برایتون اند هوو آلبیون و هادرزفیلد تاون نیز از چمپیونشیپ به لیگ برتر صعود کردند.
منچستر سیتی پنج هفته مانده به پایان لیگ سومین قهرمانی‌اش در لیگ برتر و پنجمین قهرمانی در فوتبال انگلستان را به دست آورد. این تیم رکوردهای مختلف لیگ برتر مانند بیشترین امتیاز (۱۰۰)، بیشترین برد (۳۲)، بیشترین برد خارج از خانه (۱۶)، بیشترین گل زده (۱۰۶)، بیشترین برد پیاپی در لیگ (۱۸)، بیشترین تفاضل گل (۷۹+)، بیشترین پاس در یک بازی (۹۰۳)، کمترین دقایق عقب افتادن (۱۵۳ دقیقه) و بیشترین تفاضل برد (۱۹) را جا به جا کرد.

## بررسی اجمالی

### اسپانسر آستین
از این فصل به بعد، باشگاه‌ها می‌توانند روی آستین چپ پیراهنشان، حامی مالی دیگر را نمایان کنند.

## تیم‌ها
بیست تیم در لیگ با یکدیگر رقابت کردند. هفده تیم بالای جدول از فصل قبل و ۳ تیم صعود کرده از چمپیونشیپ. تیم‌های صعود کرده عبارتند از برایتون اند هوو آلبیون، نیوکاسل یونایتد و برنده‌ی پلی‌آف هادرزفیلد تاون که جایگزین تیم‌های ساندرلند، میدلزبرو و هال سیتی شدند.

### ورزشگاه‌ها و موقعیتشان
| تیم                  | موقعیت                 | ورزشگاه           | گنجایش |
| -------------------- | ---------------------- | ----------------- | ------ |
| آرسنال               | هالووی، لندن           | ورزشگاه امارات    | ۵۹٬۸۶۷ |
| بورنموث              | باسکوم، بورنموث        | ورزشگاه وایتالیتی | ۱۱٬۳۶۰ |
| برایتون و هاو آلبیون | فالمر، برایتون اند هوو | ورزشگاه آمکس      | ۳۰٬۶۶۶ |
| برنلی                | برنلی                  | تارف مور          | ۲۱٬۹۴۴ |
| چلسی                 | فولام، لندن            | استمفورد بریج     | ۴۱٬۶۳۱ |
| کریستال پالاس        | سلهارست، لندن          | سلهارست پارک      | ۲۵٬۴۵۶ |
| اورتون               | لیورپول                | گودیسون پارک      | ۳۹٬۵۹۵ |
| هادرزفیلد تاون       | هادرزفیلد              | ورزشگاه کرکلیس    | ۲۴٬۱۶۹ |
| لستر سیتی            | لستر                   | ورزشگاه کینگ پاور | ۳۲٬۲۷۳ |
| لیورپول              | لیورپول                | آنفیلد            | ۵۳٬۳۹۴ |
| منچسترسیتی           | منچستر                 | ورزشگاه اتحاد     | ۵۵٬۰۱۷ |
| منچستر یونایتد       | منچستر                 | الدترافورد        | ۷۴٬۹۹۴ |
| نیوکاسل یونایتد      | نیوکاسل اِپان تاین      | سنت جیمز پارک     | ۵۲٬۳۵۴ |
| ساوت‌همپتون           | ساوت‌همپتون             | ورزشگاه سنت مری   | ۳۲٬۳۸۴ |
| استوک سیتی           | استوک-آن-ترنت          | ورزشگاه بت ۳۶۵    | ۳۰٬۰۸۹ |
| سوانزی سیتی          | سوانزی                 | ورزشگاه لیبرتی    | ۲۱٬۰۸۸ |
| تاتنهام هاتسپر       | ومبلی، لندن            | ورزشگاه ومبلی     | ۹۰٫۰۰۰ |
| واتفورد              | واتفورد                | ویکاریج رود       | ۲۱٬۰۰۰ |
| وست بروم آلبیون      | وست برومویچ            | هاوتورنز          | ۲۶٬۶۸۸ |
| وستهام یونایتد       | استراتفورد، لندن       | ورزشگاه لندن      | ۶۰٬۰۰۰ |

### سرمربی، تولیدکننده لباس و حامی مالی
| تیم                    | سرمربی            | کاپیتان       | تولیدکننده لباس | حامی مالی (سینه) | حامی مالی (آستین چپ) |
| ---------------------- | ----------------- | ------------- | --------------- | ---------------- | -------------------- |
| آرسنال                 | آرسن ونگر         | پر مرته‌ساکر   | پوما            | امارات           | n/a                  |
| بورنموث                | ادی هوو           | سایمن فرانسیس | آمبرو           | M88              | M88                  |
| برایتون اند هوو آلبیون | کریس هیوتن        | برونو         | نایکی           | آمریکن اکسپرس    | JD                   |
| برنلی                  | شان دایچ          | تام هیتون     | پوما            | دافابت           | Golf Clash           |
| چلسی                   | آنتونیو کونته     | گری کیهیل     | نایکی           | یوکوهاما         | Alliance Tyres       |
| کریستال پالاس          | روی هاجسون        | جیسون پانچین  | ماکرون          | ManBetX          | Dongqiudi            |
| اورتون                 | سم الردایس        | فیل جگیلکا    | آمبرو           | اسپورت پزا       | پرندگان خشمگین       |
| هادرزفیلد تاون         | دیوید واگنر       | تامی اسمیت    | پوما            | OPE Sports       | PURE Legal           |
| لستر سیتی              | کلود پوئل         | وس مورگان     | پوما            | کینگ پاور        | Siam Commercial Bank |
| لیورپول                | یورگن کلوپ        | جوردن هندرسون | نیو بالانس      | استاندارد چارترد | وسترن یونیون         |
| منچستر سیتی            | پپ گواردیولا      | وینسنت کمپانی | نایکی           | هواپیمایی اتحاد  | Nexen Tire           |
| منچستر یونایتد         | ژوزه مورینیو      | مایکل کریک    | آدیداس          | شورولت           | n/a                  |
| نیوکاسل یونایتد        | رافائل بنیتز      | جمال لسلز     | پوما            | Fun88            | MRF Tyres            |
| ساوت‌همپتون             | مارک هیوز         | استیون دیویس  | آندر آرمور      | Virgin Media     | ویرجین مدیا          |
| استوک سیتی             | پل لامبرت         | رایان شاوکراس | ماکرون          | بت۳۶۵            | Top Eleven           |
| سوانزی سیتی            | کارلوس کاروالال   | انخل رنخل     | جوما            | Letou            | Barracuda Networks   |
| تاتنهام هاتسپر         | مائوریسیو پوچتینو | هوگو لیوریس   | نایکی           | ای‌آی‌ای           | n/a                  |
| واتفورد                | خاوی گراسیا       | تروی دینی     | آدیداس          | FxPro            | 138.com              |
| وست برومویچ آلبیون     | دارن مور (سرپرست) | جانی اوانز    | آدیداس          | پالم             | 12BET                |
| وستهام یونایتد         | دیوید مویس        | مارک نوبل     | آمبرو           | Betway           | MRF Tyres            |

## تغییرات سرمربی
| تیم                | سرمربی برکنارشده | علت برکناری | تاریخ برکناری   | رتبه در جدول رده‌بندی لیگ | سرمربی جایگزین    | تاریخ آغاز     |
| ------------------ | ---------------- | ----------- | --------------- | ------------------------ | ----------------- | -------------- |
| واتفورد            | والتر ماتزاری    | توافق طرفین | ۲۱ مه ۲۰۱۷      | پیش فصل                  | مارکو سیلوا       | ۲۷ مه ۲۰۱۷     |
| کریستال پالاس      | سم الردایس       | استعفاء     | ۲۳ مه ۲۰۱۷      | پیش فصل                  | فرانک دی بوئر     | ۲۶ ژوئن۲۰۱۷    |
| ساوت‌همپتون         | کلود پوئل        | اخراج       | ۱۴ ژوئن ۲۰۱۷    | پیش فصل                  | ماوریسیو پیگرینو  | ۲۳ ژوئن۲۰۱۷    |
| کریستال پالاس      | فرانک دی بوئر    | اخراج       | ۱۱ سپتامبر ۲۰۱۷ | نوزدهم                   | روی هاجسون        | ۱۲ سپتامبر۲۰۱۷ |
| لسترسیتی           | کریگ شکسپیر      | اخراج       | ۱۷ اکتبر ۲۰۱۷   | هجدهم                    | کلود پوئل         | ۲۵ اکتبر ۲۰۱۷  |
| اورتون             | رونالد کومان     | اخراج       | ۲۳ اکتبر ۲۰۱۷   | هجدهم                    | سم الردایس        | ۲۹ نوامبر ۲۰۱۷ |
| وستهام یونایتد     | اسلاون بیلیچ     | اخراج       | ۶ نوامبر ۲۰۱۷   | هجدهم                    | دیوید مویس        | ۷ نوامبر ۲۰۱۷  |
| وست برومویچ آلبیون | تونی پولیس       | اخراج       | ۲۰ نوامبر ۲۰۱۷  | هفدهم                    | آلن پاردیو        | ۲۹ نوامبر ۲۰۱۷ |
| سوانزی سیتی        | پل کلمنت         | اخراج       | ۲۰ دسامبر ۲۰۱۷  | بیستم                    | کارلوس کاروالال   | ۲۸ دسامبر ۲۰۱۷ |
| استوک سیتی         | مارک هیوز        | اخراج       | ۶ ژانویه ۲۰۱۸   | هجدهم                    | پل لامبرت         | ۱۵ ژانویه ۲۰۱۸ |
| واتفورد            | مارکو سیلوا      | اخراج       | ۲۱ ژانویه ۲۰۱۸  | دهم                      | خاوی گراسیا       | ۲۱ ژانویه ۲۰۱۸ |
| ساوت‌همپتون         | ماوریسیو پیگرینو | اخراج       | ۱۲ مارس ۲۰۱۸    | هفدهم                    | مارک هیوز         | ۱۴ مارس ۲۰۱۸   |
| وست برومویچ آلبیون | آلن پاردیو       | توافق طرفین | ۲ آوریل ۲۰۱۸    | بیستم                    | دارن مور (سرپرست) | ۲ آوریل ۲۰۱۸   |

## جدول لیگ
| رتبه | تیم                    | بازی | برد | مساوی | باخت | گل زده | گل خورده | گل تفاضل | امتیاز | صعود یا سقوط                               |
| ---- | ---------------------- | ---- | --- | ----- | ---- | ------ | -------- | -------- | ------ | ------------------------------------------ |
| ۱    | منچستر سیتی (C)        | ۳۸   | ۳۲  | ۴     | ۲    | ۱۰۶    | ۲۷       | ۷۹+      | ۱۰۰    | راه‌یابی به مرحله گروهی لیگ قهرمانان اروپا  |
| ۲    | منچستر یونایتد         | ۳۸   | ۲۵  | ۶     | ۷    | ۶۸     | ۲۸       | ۴۰+      | ۸۱     | راه‌یابی به مرحله گروهی لیگ قهرمانان اروپا  |
| ۳    | تاتنهام هاتسپر         | ۳۸   | ۲۳  | ۸     | ۷    | ۷۴     | ۳۶       | ۳۸+      | ۷۷     | راه‌یابی به مرحله گروهی لیگ قهرمانان اروپا  |
| ۴    | لیورپول                | ۳۸   | ۲۱  | ۱۲    | ۵    | ۸۴     | ۳۸       | ۴۶+      | ۷۵     | راه‌یابی به مرحله گروهی لیگ قهرمانان اروپا  |
| ۵    | چلسی                   | ۳۸   | ۲۱  | ۷     | ۱۰   | ۶۲     | ۳۸       | ۲۴+      | ۷۰     | راه‌یابی به مرحله گروهی لیگ اروپا           |
| ۶    | آرسنال                 | ۳۸   | ۱۹  | ۶     | ۱۳   | ۷۴     | ۵۱       | ۲۳+      | ۶۳     | راه‌یابی به مرحله گروهی لیگ اروپا           |
| ۷    | برنلی                  | ۳۸   | ۱۴  | ۱۲    | ۱۲   | ۳۶     | ۳۹       | ۳−       | ۵۴     | راه‌یابی به دور دوم مرحله مقدماتی لیگ اروپا |
| ۸    | اورتون                 | ۳۸   | ۱۳  | ۱۰    | ۱۵   | ۴۴     | ۵۸       | ۱۴−      | ۴۹     |                                            |
| ۹    | لستر سیتی              | ۳۸   | ۱۲  | ۱۱    | ۱۵   | ۵۶     | ۶۰       | ۴−       | ۴۷     |                                            |
| ۱۰   | نیوکاسل یونایتد        | ۳۸   | ۱۲  | ۸     | ۱۸   | ۳۹     | ۴۷       | ۸−       | ۴۴     |                                            |
| ۱۱   | کریستال پالاس          | ۳۸   | ۱۱  | ۱۱    | ۱۶   | ۴۵     | ۵۵       | ۱۰−      | ۴۴     |                                            |
| ۱۲   | بورنموث                | ۳۸   | ۱۱  | ۱۱    | ۱۶   | ۴۵     | ۶۱       | ۱۶−      | ۴۴     |                                            |
| ۱۳   | وستهام یونایتد         | ۳۸   | ۱۰  | ۱۲    | ۱۶   | ۴۸     | ۶۸       | ۲۰−      | ۴۲     |                                            |
| ۱۴   | واتفورد                | ۳۸   | ۱۱  | ۸     | ۱۹   | ۴۴     | ۶۴       | ۲۰−      | ۴۱     |                                            |
| ۱۵   | برایتون اند هوو آلبیون | ۳۸   | ۹   | ۱۳    | ۱۶   | ۳۴     | ۵۴       | ۲۰−      | ۴۰     |                                            |
| ۱۶   | هادرزفیلد تاون         | ۳۸   | ۹   | ۱۰    | ۱۹   | ۲۸     | ۵۸       | ۳۰−      | ۳۷     |                                            |
| ۱۷   | ساوت‌همپتون             | ۳۸   | ۷   | ۱۵    | ۱۶   | ۳۷     | ۵۶       | ۱۹−      | ۳۶     |                                            |
| ۱۸   | سوانزی سیتی (R)        | ۳۸   | ۸   | ۹     | ۲۱   | ۲۸     | ۵۶       | ۲۸−      | ۳۳     | سقوط به چمپیونشیپ                          |
| ۱۹   | استوک سیتی (R)         | ۳۸   | ۷   | ۱۲    | ۱۹   | ۳۵     | ۶۸       | ۳۳−      | ۳۳     | سقوط به چمپیونشیپ                          |
| ۲۰   | وست برومویچ آلبیون (R) | ۳۸   | ۶   | ۱۳    | ۱۹   | ۳۱     | ۵۶       | ۲۵−      | ۳۱     | سقوط به چمپیونشیپ                          |

## روند صدرنشینان هفتگی
- به روز شده در ۲۴ اکتبر ۲۰۱۷

توضیحات
- منچستر یونایتد= MUN
- منچستر سیتی   = MCI
- تیم پر رنگ شده صدرنشین کنونی لیگ برتر است.

| تیم            | تعداد هفته‌های صدر نشینی | نام کوتاه شده |
| -------------- | ----------------------- | ------------- |
| منچستر یونایتد | ۴                       | MUN           |
| منچسترسیتی     | ۶                       | MCI           |

## آمار

### گل‌زنی

#### بهترین گل‌زنان

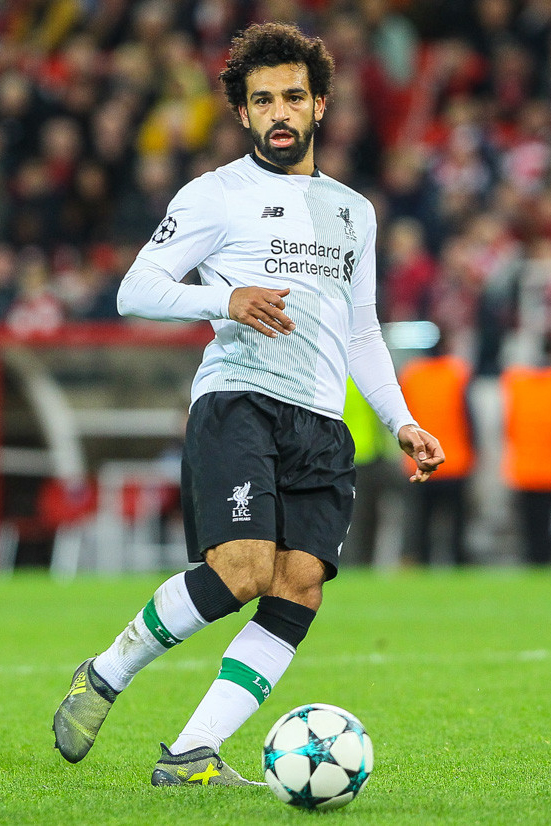
محمد صلاح لیورپول کفش طلای لیگ برتر را پس از به ثمر رساندن ۳۲ گل در طول فصل دریافت کرد

| رتبه | بازیکن          | باشگاه                 | گل |
| ---- | --------------- | ---------------------- | -- |
| ۱    | محمد صلاح       | لیورپول                | ۳۲ |
| ۲    | هری کین         | تاتنهام هاتسپر         | ۳۰ |
| ۳    | سرخیو آگوئرو    | منچستر سیتی            | ۲۱ |
| ۴    | جیمی واردی      | لستر سیتی              | ۲۰ |
| ۵    | رحیم استرلینگ   | منچستر سیتی            | ۱۸ |
| ۶    | روملو لوکاکو    | منچستر یونایتد         | ۱۶ |
| ۷    | روبرتو فیرمینو  | لیورپول                | ۱۵ |
| ۸    | الکساندر لاکازت | آرسنال                 | ۱۴ |
| ۹    | گابریل ژسوس     | منچستر سیتی            | ۱۳ |
| ۱۰   | ادن آزار        | چلسی                   | ۱۲ |
| ۱۰   | ریاض محرز       | لستر سیتی              | ۱۲ |
| ۱۰   | گلن مورای       | برایتون اند هوو آلبیون | ۱۲ |
| ۱۰   | سون هیونگ-مین   | تاتنهام هاتسپر         | ۱۲ |

#### هت‌تریک
| بازیکن        | برای           | برابر           | نتیجه   | تاریخ           | منبع    |
| ------------- | -------------- | --------------- | ------- | --------------- | ------- |
| سرخیو آگوئرو  | منچستر سیتی    | واتفورد         | ۶–۰ (A) | ۱۶ سپتامبر ۲۰۱۷ | [ ۹۶ ]  |
| آلوارو موراتا | چلسی           | استوک سیتی      | ۴–۰ (A) | ۲۳ سپتامبر ۲۰۱۷ | [ ۹۷ ]  |
| کالوم ویلسون  | بورنموث        | هادرزفیلد تاون  | ۴–۰ (H) | ۱۸ نوامبر ۲۰۱۷  | [ ۹۸ ]  |
| وین رونی      | اورتون         | وستهام یونایتد  | ۴–۰ (H) | ۲۹ نوامبر ۲۰۱۷  | [ ۹۹ ]  |
| هری کین       | تاتنهام هاتسپر | برنلی           | ۳–۰ (A) | ۲۳ دسامبر ۲۰۱۷  | [ ۱۰۰ ] |
| هری کین       | تاتنهام هاتسپر | ساوت‌همپتون      | ۵–۲ (H) | ۲۶ دسامبر ۲۰۱۷  | [ ۱۰۱ ] |
| سرخیو آگوئرو  | منچستر سیتی    | نیوکاسل یونایتد | ۳–۱ (H) | ۲۰ ژانویه ۲۰۱۸  | [ ۱۰۲ ] |
| آرون رمزی     | آرسنال         | اورتون          | ۵–۱ (H) | ۳ فوریه ۲۰۱۸    | [ ۱۰۳ ] |
| سرخیو آگوئرو۴ | منچستر سیتی    | لستر سیتی       | ۵–۱ (H) | ۱۰ فوریه ۲۰۱۸   | [ ۱۰۴ ] |
| محمد صلاح۴    | لیورپول        | واتفورد         | ۵–۰ (H) | ۱۷ مارس ۲۰۱۸    | [ ۱۰۵ ] |

توضیحات
۴ بازیکن ۴ گل به ثمر رساند؛ (H) – خانگی؛ (A) – خارج از خانه

#### بیشترین پاس گل

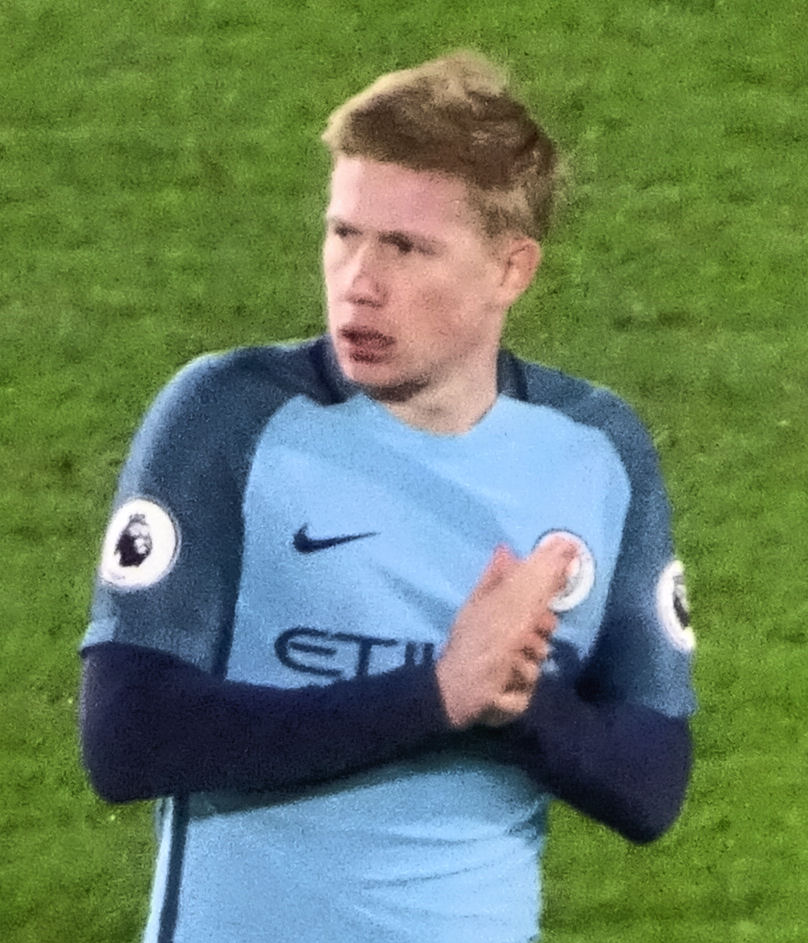
کوین ده بروینه با ۱۶ پاس گل، جایزه بازیساز فصل لیگ برتر فوتبال انگلستان را دریافت کرد.

| رتبه | بازیکن          | باشگاه                | پاس گل‌ها |
| ---- | --------------- | --------------------- | -------- |
| ۱    | کوین ده بروینه  | منچستر سیتی           | ۱۶       |
| ۲    | لروی زانه       | منچستر سیتی           | ۱۵       |
| ۳    | داوید سیلوا     | منچستر سیتی           | ۱۱       |
| ۳    | رحیم استرلینگ   | منچستر سیتی           | ۱۱       |
| ۴    | دله الی         | تاتنهام هاتسپر        | ۱۰       |
| ۴    | کریستین اریکسن  | تاتنهام هاتسپر        | ۱۰       |
| ۴    | محمد صلاح       | لیورپول               | ۱۰       |
| ۴    | پل پوگبا        | منچستر یونایتد        | ۱۰       |
| ۴    | ریاض محرز       | لستر سیتی             | ۱۰       |
| ۱۰   | هنریخ مخیتاریان | منچستر یونایتد/آرسنال | ۹        |

### کلین‌شیت

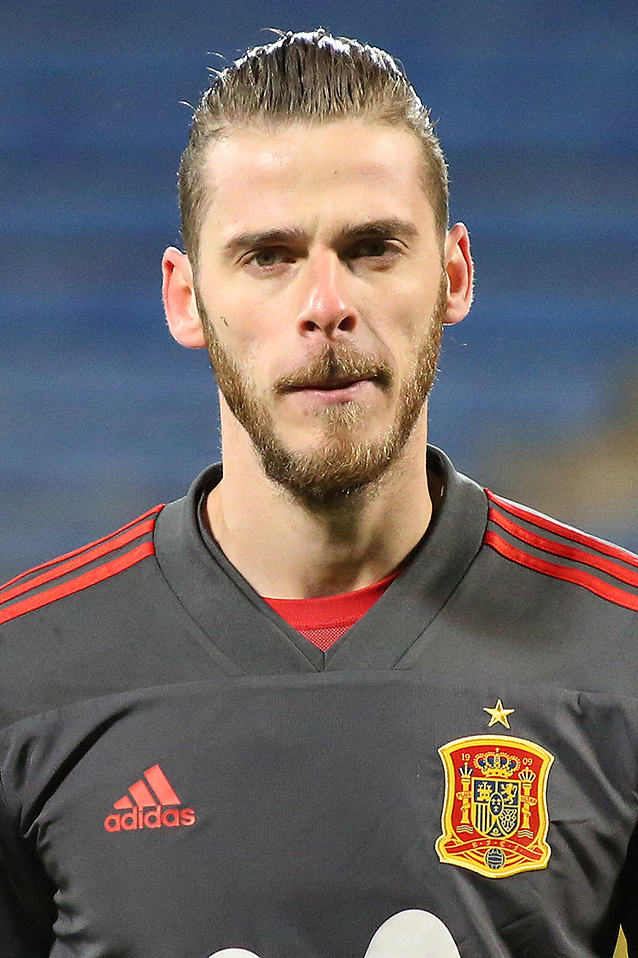
داوید د خیا جایزه دستکش طلایی لیگ برتر انگلستان را پس از نگه‌داشتن 18 کلین شیت برای منچستر یونایتد دریافت کرد.

| رتبه | بازیکن       | باشگاه               | تعداد کلین شیت |
| ---- | ------------ | -------------------- | -------------- |
| ۱    | داوید د خیا  | منچستر یونایتد       | ۱۸             |
| ۲    | ادرسون       | منچستر سیتی          | ۱۶             |
| ۳    | تیبو کورتوا  | چلسی                 | ۱۵             |
| ۳    | اوگو لیوریس  | تاتنهام هاتسپر       | ۱۵             |
| ۵    | پیتر چک      | آرسنال               | ۱۱             |
| ۵    | نیک پوپ      | برنلی                | ۱۱             |
| ۷    | بن فاستر     | وست برومویچ آلبیون   | ۱۰             |
| ۷    | لوریس کاریوس | لیورپول              | ۱۰             |
| ۷    | یوناس لوزل   | هادرزفیلد تاون       | ۱۰             |
| ۷    | جردن پیکفورد | اورتون               | ۱۰             |
| ۷    | متیو رایان   | برایتون و هاو آلبیون | ۱۰             |

### انضباط

#### بازیکن
- بیشترین کارت زرد: ۱۱[۱۰۸]
  -  اوریول رومئو (ساوت‌همپتون)
- بیشترین کارت قرمز: ۲[۱۰۹]
  -  ویلفرد اندیدی (لستر سیتی)
  -  جونجو شلوی (نیوکاسل یونایتد)

#### باشگاه
- بیشترین کارت زرد: ۷۳[۱۱۰]
  - وست بروم آلبیون
  - وستهام یونایتد

- بیشترین کارت قرمز: ۵[۱۱۱]
  - لستر سیتی

## جوایز

### جوایز ماهانه
| ماه     | مربی ماه     | مربی ماه               | بازیکن ماه   | بازیکن ماه     | گل ماه          | گل ماه         | منابع                   |
| ماه     | مربی         | باشگاه                 | بازیکن       | باشگاه         | بازیکن          | باشگاه         | منابع                   |
| ------- | ------------ | ---------------------- | ------------ | -------------- | --------------- | -------------- | ----------------------- |
| اوت     | دیوید واگنر  | هادرزفیلد تاون         | سادیو مانه   | لیورپول        | چارلی دنیلز     | بورنموث        | [ ۱۱۲ ] [ ۱۱۳ ] [ ۱۱۴ ] |
| سپتامبر | پپ گواردیولا | منچستر سیتی            | هری کین      | تاتنهام هاتسپر | آنتونیو والنسیا | منچستر یونایتد | [ ۱۱۵ ] [ ۱۱۶ ] [ ۱۱۷ ] |
| اکتبر   | پپ گواردیولا | منچستر سیتی            | لروی زانه    | منچستر سیتی    | سفیان بوفال     | ساوت‌همپتون     | [ ۱۱۸ ] [ ۱۱۹ ] [ ۱۲۰ ] |
| نوامبر  | پپ گواردیولا | منچستر سیتی            | محمد صلاح    | لیورپول        | وین رونی        | اورتون         | [ ۱۲۱ ] [ ۱۲۲ ] [ ۱۲۳ ] |
| دسامبر  | پپ گواردیولا | منچستر سیتی            | هری کین      | تاتنهام هاتسپر | جرمین دفو       | بورنموث        | [ ۱۲۴ ] [ ۱۲۵ ] [ ۱۲۶ ] |
| ژانویه  | ادی هوو      | بورنموث                | سرخیو آگوئرو | منچستر سیتی    | ویلیان          | چلسی           | [ ۱۲۷ ] [ ۱۲۸ ] [ ۱۲۹ ] |
| فوریه   | کریس هیوتون  | برایتون اند هوو آلبیون | محمد صلاح    | لیورپول        | ویکتور وانیاما  | تاتنهام هاتسپر | [ ۱۳۰ ] [ ۱۳۱ ] [ ۱۳۲ ] |
| مارس    | شان دایچ     | برنلی                  | محمد صلاح    | لیورپول        | جیمی واردی      | لستر سیتی      | [ ۱۳۳ ] [ ۱۳۴ ] [ ۱۳۵ ] |
| آوریل   | دارن مور     | وست برومویچ آلبیون     | ویلفرد زاها  | کریستال پالاس  | کریستین اریکسن  | تاتنهام هاتسپر | [ ۱۳۶ ] [ ۱۳۷ ] [ ۱۳۸ ] |

### جوایز سالانه
| جایزه                        | برنده        | باشگاه      |
| ---------------------------- | ------------ | ----------- |
| مربی فصل لیگ برتر انگلستان   | پپ گواردیولا | منچستر سیتی |
| بازیکن فصل لیگ برتر انگلستان | محمد صلاح    | لیورپول     |
| گل فصل لیگ برتر انگلستان     | سفیان بوفال  | ساوت‌همپتون  |
| بازیکن سال پی‌اف‌ای            | محمد صلاح    | لیورپول     |
| بازیکن جوان سال پی‌اف‌ای‌       | لروی زانه    | منچستر سیتی |
| بازیکن سال اف‌دبلیوای         | محمد صلاح    | لیورپول     |

| تیم سال پی‌اف‌ای | تیم سال پی‌اف‌ای               | تیم سال پی‌اف‌ای               | تیم سال پی‌اف‌ای               | تیم سال پی‌اف‌ای                 | تیم سال پی‌اف‌ای                  | تیم سال پی‌اف‌ای                  | تیم سال پی‌اف‌ای                  | تیم سال پی‌اف‌ای                  | تیم سال پی‌اف‌ای               | تیم سال پی‌اف‌ای               | تیم سال پی‌اف‌ای               | تیم سال پی‌اف‌ای               |
| -------------- | ---------------------------- | ---------------------------- | ---------------------------- | ------------------------------ | ------------------------------- | ------------------------------- | ------------------------------- | ------------------------------- | ---------------------------- | ---------------------------- | ---------------------------- | ---------------------------- |
| دروازه‌بان      | داوید د خیا (منچستر یونایتد) | داوید د خیا (منچستر یونایتد) | داوید د خیا (منچستر یونایتد) | داوید د خیا (منچستر یونایتد)   | داوید د خیا (منچستر یونایتد)    | داوید د خیا (منچستر یونایتد)    | داوید د خیا (منچستر یونایتد)    | داوید د خیا (منچستر یونایتد)    | داوید د خیا (منچستر یونایتد) | داوید د خیا (منچستر یونایتد) | داوید د خیا (منچستر یونایتد) | داوید د خیا (منچستر یونایتد) |
| دفاع           | کایل واکر (منچستر سیتی)      | کایل واکر (منچستر سیتی)      | کایل واکر (منچستر سیتی)      | نیکولاس اوتامندی (منچستر سیتی) | نیکولاس اوتامندی (منچستر سیتی)  | نیکولاس اوتامندی (منچستر سیتی)  | یان فرتونگن (تاتنهام هاتسپر)    | یان فرتونگن (تاتنهام هاتسپر)    | یان فرتونگن (تاتنهام هاتسپر) | مارکوس آلونسو (چلسی)         | مارکوس آلونسو (چلسی)         | مارکوس آلونسو (چلسی)         |
| هافبک          | داوید سیلوا (منچستر سیتی)    | داوید سیلوا (منچستر سیتی)    | داوید سیلوا (منچستر سیتی)    | داوید سیلوا (منچستر سیتی)      | کریستین اریکسن (تاتنهام هاتسپر) | کریستین اریکسن (تاتنهام هاتسپر) | کریستین اریکسن (تاتنهام هاتسپر) | کریستین اریکسن (تاتنهام هاتسپر) | کوین دی بروینه (منچستر سیتی) | کوین دی بروینه (منچستر سیتی) | کوین دی بروینه (منچستر سیتی) | کوین دی بروینه (منچستر سیتی) |
| حمله           | محمد صلاح (لیورپول)          | محمد صلاح (لیورپول)          | محمد صلاح (لیورپول)          | محمد صلاح (لیورپول)            | هری کین (تاتنهام هاتسپر)        | هری کین (تاتنهام هاتسپر)        | هری کین (تاتنهام هاتسپر)        | هری کین (تاتنهام هاتسپر)        | سرخیو آگوئرو (منچستر سیتی)   | سرخیو آگوئرو (منچستر سیتی)   | سرخیو آگوئرو (منچستر سیتی)   | سرخیو آگوئرو (منچستر سیتی)   |